# Brygida Brzęczek
Brygida Brzęczek, primo voto Bąk, secundo voto Dutkiewicz (ur. 4 czerwca 1961) – polska lekkoatletka specjalizująca się w biegach średniodystansowych, mistrzyni i reprezentantka Polski.

## Kariera sportowa
Była zawodniczką Piasta Gliwice i Chemika Kędzierzyn.
Na mistrzostwach Polski seniorek na otwartym stadionie zdobyła osiem medali, w tym jeden złoty w biegu na 800 metrów w 1984, trzy złote w sztafecie 4 x 400 metrów (1985, 1986 i 1987), dwa srebrne w biegu na 800 metrów w 1985 i 1986 oraz dwa brązowe w biegu na 800 metrów w 1980 i 1982. Na halowych mistrzostwach Polski seniorek wywalczyła dwa medale - srebrny w biegu na 1500 metrów w 1988 i brązowy w biegu na 800 metrów w 1983.
Reprezentowała Polskę na mistrzostwach Europy juniorów w 1979, gdzie zajęła 5. miejsce w biegu na 800 metrów, z wynikiem 2:03,89, a w sztafecie 4 x 400 metrów odpadła w eliminacjach. 
Jest żoną piłkarza Mariana Dutkiewicza, z którym ma córkę, lekkoatletkę występującą w barwach Niemiec Pamelę Dutkiewicz.
Rekordy życiowe:
- 400 m – 55,01 (15.08.1983)
- 800 m – 2:02,39 (17.06.1986)
- 1500 m – 4:15,53 (09.08.1986)